# VV Elinkwijk in het seizoen 1956/57
Het seizoen 1956/1957 was het derde jaar in het bestaan van de Utrechtse betaaldvoetbalclub Elinkwijk. De club kwam uit in de Nederlandse Eredivisie en eindigde daarin op de 16e plaats. Tevens deed de club mee aan het toernooi om de KNVB Beker, hierin werd in de derde ronde verloren van Be Quick (1–2).

## Wedstrijdstatistieken

### Eredivisie
|       | Ajax  | Amsterdam | BVV   | DOS   | Eindhoven | Sportclub Enschede | Feijenoord | Fortuna '54 | GVAV  | MVV   | NAC   | NOAD  | PSV   | Rapid JC | Sparta | VVV   | Willem II |
| ----- | ----- | --------- | ----- | ----- | --------- | ------------------ | ---------- | ----------- | ----- | ----- | ----- | ----- | ----- | -------- | ------ | ----- | --------- |
| Thuis | 1 – 2 | 0 – 2     | 4 – 2 | 1 – 6 | 5 – 2     | 1 – 5              | 5 – 1      | 2 – 2       | 0 – 5 | 0 – 0 | 2 – 1 | 2 – 3 | 0 – 6 | 1 – 4    | 1 – 3  | 2 – 2 | 3 – 1     |
| Uit   | 1 – 0 | 1 – 2     | 1 – 2 | 2 – 3 | 1 – 0     | 4 – 2              | 3 – 1      | 8 – 1       | 1 – 2 | 2 – 0 | 2 – 1 | 3 – 3 | 0 – 3 | 2 – 1    | 3 – 0  | 2 – 1 | 4 – 0     |

### KNVB Beker
| 1e ronde                                               | WAVV                          | 1 – 7 (0 – 3) | Elinkwijk                                                                        |
| 19 augustus 1956 Plaats: Wageningen Sportpark WAVV     | Hannes Hellegering 70' (pen.) |               | 22', 89' Wim de Jongh 11', 63', 73' Evert-Jan Vonk 35' Eef Westers 83' Jan Klein |
| 2e ronde                                               | Elinkwijk                     | 2 – 1 (2 – 0) | Zeist                                                                            |
| 16 september 1956 Plaats: Utrecht Amsterdamsestraatweg | Wim de Jongh Evert-Jan Vonk   |               | 51' Wim Manschot                                                                 |
| 3e ronde                                               | Elinkwijk                     | 1 – 2 (1 – 2) | Be Quick                                                                         |
| 26 december 1956 Plaats: Utrecht Amsterdamsestraatweg  | Wim de Jongh                  |               | 16' Piet de Boer 32' Kees van der Leij                                           |

## Statistieken Elinkwijk 1956/1957

### Eindstand Elinkwijk in de Nederlandse Eredivisie 1956 / 1957
| Stand | Gespeeld | Gewonnen | Gelijk | Verloren | Punten | Doelpunten voor | Doelpunten tegen |
| ----- | -------- | -------- | ------ | -------- | ------ | --------------- | ---------------- |
| 16e   | 34       | 10       | 4      | 20       | 24     | 52              | 87               |

### Topscorers
| #                 | Naam                | Goal |
| ----------------- | ------------------- | ---- |
| 1.                | Wim de Jongh        | 16   |
| 2.                | Evert-Jan Vonk      | 11   |
| 3.                | Bertus van Beek     | 8    |
| 4.                | Jan Klein           | 7    |
| 5.                | Eef Westers         | 4    |
| 6.                | Michel Kruin        | 3    |
| 7.                | Jan van Capelle     | 1    |
| 7.                | Reinier Kreijermaat | 1    |
| Onbekend doelpunt |                     |      |
| –                 | Onbekend            | 1    |
| Totaal            | Totaal              | 52   |

| #      | Naam           | Goal |
| ------ | -------------- | ---- |
| 1.     | Wim de Jongh   | 4    |
| 1.     | Evert-Jan Vonk | 4    |
| 3.     | Jan Klein      | 1    |
| 3.     | Eef Westers    | 1    |
| Totaal | Totaal         | 10   |